# Mercedes Cabrera
Mercedes Cabrera Calvo-Sotelo (Madrid, 3 de diciembre de 1951) es una política, politóloga e historiadora española. Entre 2006 y 2009 fue ministra de Educación y Ciencia y fue diputada del Congreso de 2004 a 2011 por Madrid.

## Biografía
Es doctora en Ciencias Políticas y Sociología por la Universidad Complutense de Madrid (tesis: Organizaciones patronales durante la II República ) y desde 1996 catedrática de Historia del Pensamiento y de los Movimientos Sociales y Políticos en la Universidad Complutense. Estuvo casada con el filósofo y lógico Alfredo Deaño, quien murió prematuramente, y con el que tuvo un hijo, también llamado Alfredo. Posteriormente se casó con Carlos Arenillas, exvicepresidente de la Comisión Nacional del Mercado de Valores (CNMV), con el que tiene una hija. Fue elegida diputada del Partido Socialista Obrero Español (PSOE), por la circunscripción de Madrid, entre 2004 y 2011.
En 2004 fue elegida como Presidenta de la Comisión de Educación y Ciencia del Congreso de los Diputados. El 7 de abril de 2006 fue designada para dirigir el Ministerio de Educacíón y Ciencia a propuesta del presidente del Gobierno José Luis Rodríguez Zapatero. Al frente del Ministerio desarrolló Ley Orgánica de Educación, aprobada por las Cortes a instancias de su predecesora, María Jesús San Segundo. A su paso por el Ministerio desarrolló una ambiciosa reforma universitaria, con el respaldo de Miguel Ángel Quintanilla en la Secretaría de Estado de Universidades e Investigación, cuya pieza esencial fue la Ley Orgánica de Modificación de la Ley Orgánica de Universidades. La LOE modificó radicalmente el sistema universitario español. Adaptó las universidades españolas al Espacio Europeo de Educación Superior. Estableció el principio de autonomía universitaria, suprimiendo el catálogo cerrado de títulos y permitiendo a las universidades que definieran el nombre y contenido de los títulos universitarios que imparten, que posteriormente deben ser evaluados y ratificados por la Agencia Nacional de Evaluación de la Calidad (ANECA). También remplazó el sistema de habilitación para el acceso a las plazas de profesorado universitario por el de acreditación, evaluado asimismo por ANECA.

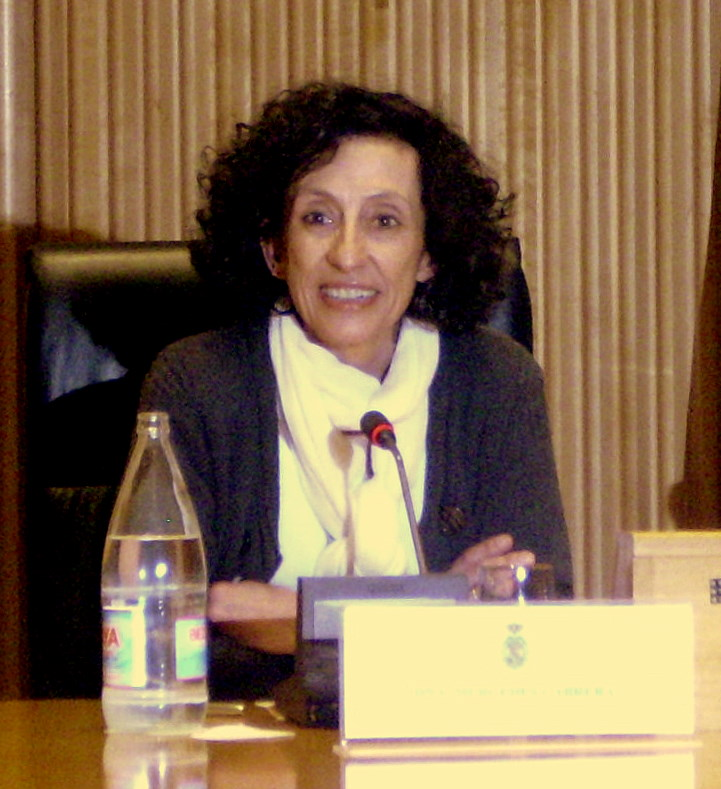
Fotografiada en 2009

Tras las elecciones generales del 9 de marzo de 2008, el Presidente del Gobierno José Luis Rodríguez Zapatero la nombró, el 12 de abril, titular del Ministerio de Educación,Política Social y Deporte. El nuevo ministerio perdió sus competencias en universidades e investigación, y sumó las relativas a la política social. Dejó de ser ministra en la remodelación gubernamental del 7 de abril de 2009, siendo sustituida por Ángel Gabilondo en las competencias de Educación, mientras que las ligadas a las políticas sociales se unieron al Ministerio de Sanidad, encabezado por Trinidad Jiménez.

## Familia
Tiene entre su familia a diversas figuras históricas y políticos. Por parte paterna, es nieta del científico canario José Cabrera Felipe, cuyo nombre lleva la primera central nuclear construida en España (en Zorita de los Canes) y sobrina-nieta del físico y académico canario Blas Cabrera Felipe. Por parte materna, es sobrina de los políticos españoles Leopoldo Calvo-Sotelo, expresidente del Gobierno (1981-1982), y de Fernando Morán, exministro de Exteriores (1982-1985), y sobrina-nieta del líder monárquico durante la II República José Calvo Sotelo y del escritor y académico de la lengua Joaquín Calvo Sotelo.

## Obras publicadas
- La patronal ante la Segunda República. Organizaciones y estrategia (1931-1936). Editorial Siglo XXI. 1983.ISBN 84-323-0469-7
- La industria, la prensa y la política: Nicolás María de Urgoiti (1869-1951) Alianza Editorial. 1994. ISBN 84-206-9406-1
- Con luz y taquígrafos:el Parlamento en la Restauración (1913-1923). Editorial Taurus. 1998. ISBN 84-306-0293-3
- Santiago Alba (1872-1949): un liberal en tiempos difíciles, en F. Comín, P. Martín-Aceña y M. Martorell Linares (eds.): La hacienda desde sus ministros. Del 98 a la guerra civil, Zaragoza, Prensas Universitarias de Zaragoza, pp. 221-247.2000 ISBN 84-7733-540-0
- El poder de los empresarios. Política y economía en la España contemporánea (1875-2000) Editorial Taurus. 2002. ISBN 84-306-0439-1
- Juan March (1880-1962). Marcial Pons, Ediciones de Historia. 2011. ISBN 9788492820405
- Jesús de Polanco, capitán de empresas, Galaxia Gutenberg, 2015. ISBN 9788416252855